# Sperata seenghala
Sperata seenghala е вид лъчеперка от семейство Bagridae. Видът не е застрашен от изчезване.

## Разпространение и местообитание
Разпространен е в Бангладеш, Индия и Непал.
Обитава сладководни и полусолени басейни и реки.

## Описание
На дължина достигат до 1,5 m.